# Matt Freije
 (mars 2019).
Si vous disposez d'ouvrages ou d'articles de référence ou si vous connaissez des sites web de qualité traitant du thème abordé ici, merci de compléter l'article en donnant les références utiles à sa vérifiabilité et en les liant à la section « Notes et références ».
Matthew « Matt » Wayne Freije, né le 2 octobre 1981 à Overland Park (Kansas), aux États-Unis, est un joueur américano-libanais de basket-ball. Il évolue aux postes d'ailier fort et de pivot.